# 射波刀
射波刀（CyberKnife）是由 Accuray Incorporated制造的放射治疗設備。醫生在對良性肿瘤、恶性肿瘤進行放射手術時會使用該設備。该系统由斯坦福大学神经外科和放射肿瘤学教授约翰·阿德勒和勋伯格研究公司（Schonberg Research Corporation）的彼得（Peter）以及拉塞尔·勋伯格（Russell Schonberg）发明。第一套射波刀系统于1991年安装在斯坦福大学，并于1994年被美国食品和药物管理局批准用于临床實驗。1999年，美国食品和药物管理局批准该系统用于治疗颅内肿瘤，并于2001年批准其用于治疗身体任何部位的肿瘤。